# Pumsae
Poomsae, hyeong, teul e kihon são termos coreanos utilizados para se referir às "fórmulas" ou "formas" típicas das artes marciais coreanas. Por vezes, poomsae é escrito como pumsae, pumse, poomsae ou poomse. Hyeong pode também aparecer escrito como hyung, e teul como tul. Estas variações surgem pela maneira como são lidos estes termos.
Uma fórmula ou poomsae, é um conjunto sequencial de movimentos típicos preestabelecidos da arte marcial, representando uma luta contra um oponente imaginário. Podem ser ou não utilizadas armas na realização de uma poomsae. As poomsae permitem, ao artista marcial, praticar as posições e técnicas de defesa e ataque num combate simulado, oferecendo, assim, um ambiente mais controlado para o aperfeiçoamento dos movimentos.
As poomsae são também uma forma paralela de avaliação e competição em relação ao sparring, ou combate. Na avaliação da poomsae podem ser avaliados factores como a energia, velocidade, precisão, controlo e coordenação.